# San Silvestro al Quirinale

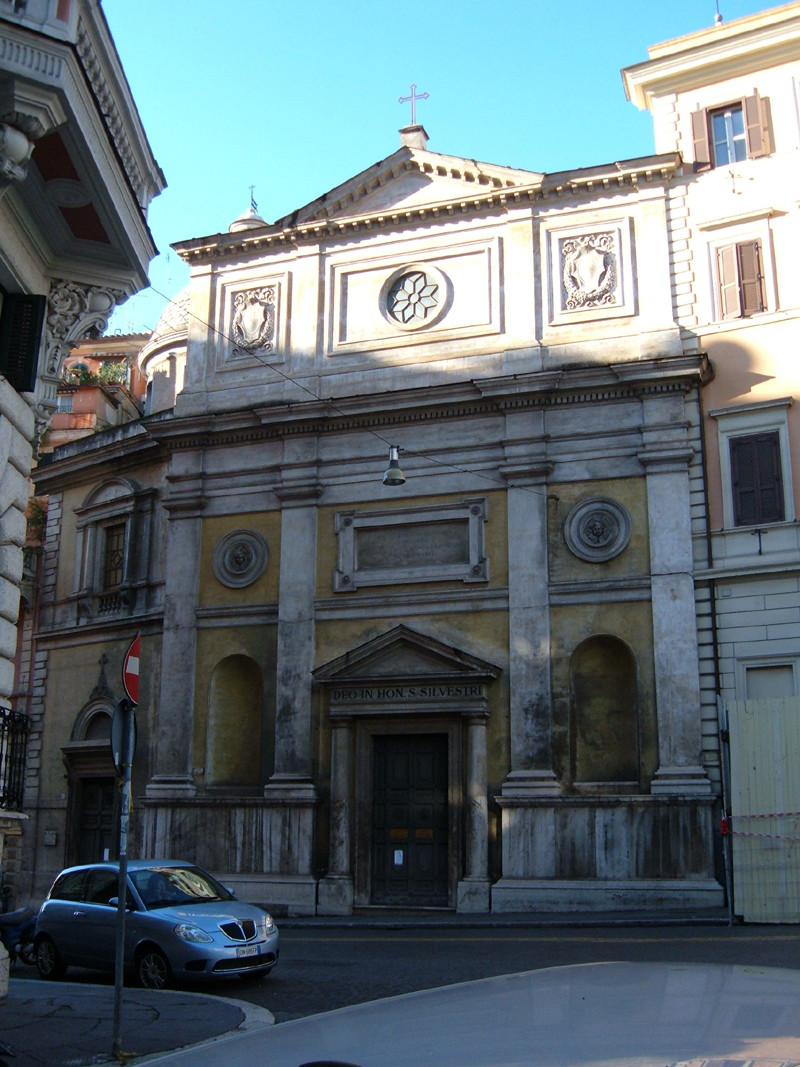
San Silvestro al Quirinale

San Silvestro al Quirinale (lat.: Sancti Silvestri in Quirinali), auch San Silvestro in Cavallo, nach den in der Nähe befindlichen Pferden der Dioskurengruppe, ist eine Kirche auf dem Quirinal in Rom, im Rione Trevi.

## Baugeschichte
Die Kirche wurde 1030 zum ersten Mal erwähnt. Ihr ursprünglicher Name war San Silvestro de Biberatica, nach der antiken Via Biberatica, die an ihr vorbeiführte. Die Kirche stammt jedoch wahrscheinlich bereits aus dem 9. Jahrhundert. Sie wurde über den Ruinen des Tempels des Sancus aus dem 4. Jahrhundert v. Chr. erbaut.
1507 übergab Papst Julius II. die Kirche den Dominikanern von San Marco, die 1524 mit dem Neubau der Kirche begannen. 1566 gingen die Kirche und das anschließende Kloster an die Theatiner über, die die Bauausführung fortsetzten und 1584 abschlossen.
Als Rom zum Königreich Italien kam, wurde das Kloster in eine Kaserne umgewandelt. Für die Verbreiterung der heutigen Via XXIV Maggio wurde die Kirche verkürzt und zwei Kapellen wurden abgerissen. Andrea Busiri Vici entwarf die aktuelle Fassade nach dem Vorbild aus dem 16. Jahrhundert.
Das ehemalige Kloster dient heute als Außenstelle des Verfassungsgerichtshofes, der seinen Hauptsitz im nahen Palazzo della Consulta hat.

## Architektur und Kunst
Der Bau ist einschiffig, das Langhaus öffnet sich in je zwei Seitenkapellen. 
Die reich gestaltete Kassettendecke schuf Marco Antonio Fiorenzi.
Die Cappella Bandini wurde von Onorio Longhi im 16. Jahrhundert angebaut. Die Skulpturen stammen von Alessandro Algardi.
Weitere Kunstwerke in der Kirche stammen von Marcello Venusti, Jacopo Zucchi, Raffaellino da Reggio, Cavalier d’Arpino, Giacinto Gimignani, Polidoro da Caravaggio, Scipione Pulzone und Maturino da Firenze. Unter den aufwendigen Grabmälern befindet sich das des Kardinals Federico Cornaro.